# Lundbäckstjärnarna
Lundbäckstjärnarna är två små sjöar i Örnsköldsviks kommun i Ångermanland och ingår i Gideälvens huvudavrinningsområde.
Tjärnarna ligger på gränsen mellan Anundsjö och Björna socknar mitt emellan Lägstaån och Svartsjön.
Både den större norra och mindre södra tjärnen avvattnas av Lundbäcken som mynnar i Lägstaån 1,6 km nedströms tjärnarna. Avståndet mellan tjärnarna är 100 meter och de ligger omgivna av samma myr.
Tjärnarna befinner sig cirka 500 m från både berget Svartsjökullen och det nedlagda nybygget Svartsjö.